# Dauan Island
Dauan Island är en ö i Australien. Den ligger i kommunen Torres Strait Island och delstaten Queensland, omkring 2 300 kilometer nordväst om delstatshuvudstaden Brisbane. Arean är 4,0 kvadratkilometer. Den sträcker sig 2,9 kilometer i nord-sydlig riktning, och 2,7 kilometer i öst-västlig riktning.
Savannklimat råder i trakten. Genomsnittlig årsnederbörd är 1 687 millimeter. Den regnigaste månaden är mars, med i genomsnitt 324 mm nederbörd, och den torraste är augusti, med 16 mm nederbörd.